# Château de Rabati
Le Château de Rabati (en géorgien : რაბათის ციხე) est une forteresse datant du IXe siècle, totalement reconstruite sous l'Empire ottoman aux XVIe-XVIIe siècle. Elle se situe au sud de la Géorgie, dans la ville d'Akhaltsikhé, dans la région historique de la Meskhétie.

## Histoire
La forteresse turque commence à être construite par les princes de Meskhie, de la dynastie des Jakéli, convertis à l'islam au tournant des XVIe et XVIIe siècles. La ville d'Akhaltsikhé, alors appelée Lomsia, prise par les troupes ottomanes en 1578, devient un demi-siècle plus tard le centre du pachalik ou eyalet de Tchildir. L'historien militaire russe, Vassili Alexandrovitch Potto, dans le IVe volume de son ouvrage La Guerre du Caucase, consacré à la guerre russo-turque de 1828-1829, décrit ainsi la forteresse d'Akhaltsikhé :

« En fait, la forteresse d'Akhaltsikhé se compose de deux ensembles : d'un côté un rocher nu, escarpé, entouré d'un mur de pierre constituant citadelle, de l'autre, en léger contrebas, la forteresse dite supérieure, construite à flanc de falaise et entourée d'un mur double flanqué de tours. Quarante canons défendent ces murs, si serrés que des siècles durant l'artillerie de campagne est impuissante à réduire l'édifice. La forteresse abrite tous les bâtiments du gouvernement, la résidence du Pacha, la mosquée principale d'Akhaltsikhé dans laquelle se trouve l'une des plus riches bibliothèques de l'Orient musulman. Il faut également noter que les mahométans seuls ont droit de résider dans l'enceinte, ce qui préserve la forteresse de toute trahison de la part de populations étrangères. »

Au cours de la guerre à laquelle se livrent les deux Empires, russe et ottoman, en 1828, les murs d'Akhaltsikhé sont l'objet d'une importante bataille, qui oppose les troupes russes du général Ivan Paskevitch (9 000 hommes) à l'armée turque sous le commandement général de Kios-Mahomet-Pacha (30 000 hommes). Les soldats turcs, défaits, battent en retraite. La forteresse est alors occupée par l'armée russe.
En février 1829, les soldats turcs reviennent à la charge et tentent de reconquérir la forteresse. La défense d'Akhaltsikhé par le général Nikolaï Mouraviev-Karsski dure du 20 février au 4 mars 1829. Après avoir repoussé un premier assaut, la garnison résiste une douzaine de jours, délai suffisant pour permettre aux renforts de rallier les assiégés et entraîner la défaite des troupes turques.

## Restauration
En mai 2011 débutent les travaux de restauration de la forteresse de Rabati, ainsi que l'achèvement de nombreux bâtiments en ruine depuis des temps immémoriaux. À cet effet, 34 millions de lari sont alloués sur le budget de l'État par le gouvernement géorgien. Les travaux concernent la mosquée Akhmedie, le minaret de la mosquée, la madrassa, le château de Jakéli, les bains publics, la citadelle, les murs de la forteresse et l'église orthodoxe. Le tunnel qui conduit à la rivière Potskhovi est également restauré. Des travaux de voirie sont également effectués, deux rues principales de la forteresse sont rénovées, une chaussée est aménagée. Les façades et les toits des bâtiments sont restaurés.
Le 16 août 2012, jour de la cérémonie d'ouverture de la forteresse rénovée, le président géorgien Mikheil Saakachvili déclare que le site de Rabati pourra accueillir jusqu'à 100 000 touristes par an. Les données enregistrées par la municipalité d'Akhaltsikhé attestent la présence de 1 500 à 2 000 touristes qui visitent chaque jour le château de Rabati, y compris les touristes étrangers.
Une partie du financement de la restauration est assurée par la Turquie, intéressée à la préservation du patrimoine culturel ottoman. Le sort de la forteresse d'Akhaltsikhé devient le sujet principal des négociations entre le premier ministre turc Recep Tayyip Erdoğan et le président Saakachvili lors de la visite de ce dernier en Turquie, au début de 2013. À l'issue des négociations, le premier ministre turc accepte la proposition du dirigeant géorgien de conserver la couleur dorée du dôme de la mosquée principale du complexe. La partie turque, sur la base de l'opinion de scientifiques, proposait de changer le revêtement du dôme en y incorporant du plomb.

### Description
Le site du château de Rabati occupe une superficie de 7 hectares, divisée en deux parties : la partie supérieure, cœur historique du site, et la partie basse, plus moderne. Dans la partie supérieure se trouvent le musée d'histoire de Samtskhé-Djavakhétie, situé dans le château ancestral des Jakéli, la mosquée Haji Ahmed Pacha ou mosquée Akhmedie, la madrassa, le tombeau du Pacha, l'église orthodoxe du IXe siècle, la citadelle et l'amphithéâtre.
La partie inférieure de la forteresse est, elle, occupée par les installations dédiées aux touristes : un hôtel, un restaurant, deux bars-cafés, une cave à vin, des magasins de marque ainsi qu'une maison des mariages. Un centre d'information met à la disposition des visiteurs de la forteresse des guides en langue géorgienne, anglaise et russe.

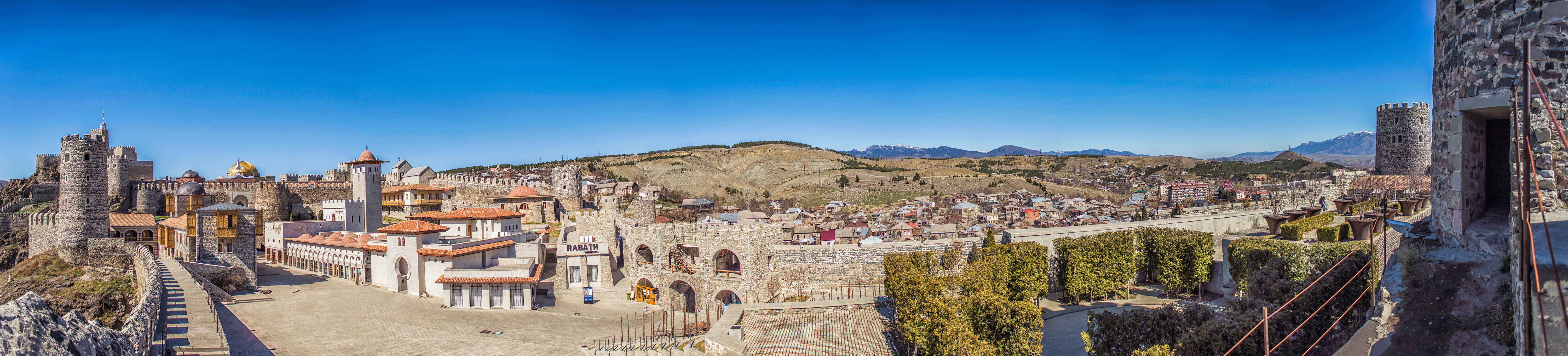
Panorama du château de Rabati à Akhaltsikhé